# Ministern
Ministern är en svensk dramafilm från 1970 i regi av Jarl Kulle. Den är baserad på romanen Inrikesministern av John Einar Åberg.

## Handling
Mats-Peter är 6 år och vill byta föräldrar eftersom hans egna tänker på sina karriärer och umgänge i stället för på honom.

## Om filmen
Filmen spelades in 19 maj–17 juli 1970 i Stockholm, Stocksund och Sandhamn. Den hade världspremiär i Stockholm, Göteborg och Malmö den 18 december 1970 och är barntillåten.

## Rollista
- Jarl Kulle – ministern
- Margaretha Krook – ministerns fru
- Mats Åhlfeldt – Mats-Peter
- Anne Nord – Nenna
- Allan Edwall – advokat Lindbaum
- Lena Madsén – Irina Lindbaum
- Håkan Serner – Schering
- Helena Brodin – Sandra Schering
- Per Nygren – läkarkandidat
- Jan Erik Lindqvist – luffare
- Bertil Norström – Jan
- Ingvar Kjellson – chaufför
- Maj Falk – daghemsföreståndarinna

## Musik i filmen
- "Orfeus i underjorden", musik Jacques Offenbach
- "Little Giant", musik Forrest L. Buchtel
- "Nennas sång", musik Ulf Björlin, text Lars Forssell
- "Tryggare kan ingen vara", text Lina Sandell
- "Arbetets söner", musik Nils Peter Möller, text Henrik Menander
- "Marie", text och musik Robert Karl Oskar Broberg
- "Mitt lilla fejs", text och musik Robert Karl Oskar Broberg